# Литвинов, Фёдор Павлович
Фёдор Павлович Литвинов (12 апреля 1912, село Великомихайловка, Курская губерния — 2007, Одесса) — Гвардии полковник Советской Армии, участник Великой Отечественной войны, Герой Советского Союза (1945).

## Биография
Фёдор Литвинов родился 12 апреля 1912 года в селе Великомихайловка (ныне — Новооскольский район Белгородской области). После окончания средней школы переехал в Харькове, где работал бригадиром столяров на заводе «Серп и Молот». В 1932 году Литвинов был призван на службу в Рабоче-крестьянскую Красную Армию. Окончил Харьковскую военную авиационную школу лётчиков. Участвовал в польском походе и советско-финской войне. С первого дня Великой Отечественной войны — на её фронтах. 7 июля 1941 года был подбит, но, несмотря на тяжёлые ранения и ожоги, сумел долететь до линии фронта. В 1943 году Литвинов ускоренным курсом окончил Военно-воздушную академию. 11 июля 1943 года вновь был сбит и тяжело ранен, но успел выпрыгнуть с парашютом.
К концу апреля 1945 года гвардии майор Фёдор Литвинов командовал эскадрильей 162-го гвардейского бомбардировочного авиаполка 8-й гвардейской бомбардировочной авиадивизии 6-го гвардейского бомбардировочного авиакорпуса 2-й воздушной армии 1-го Украинского фронта. К тому времени он совершил 83 боевых вылета. 22 апреля 1945 года под городом Райхенбах Литвинов в третий раз за войну был подбит и тяжело ранен, но продолжил выполнение задание, доведя свою группу до цели и успешно вернувшись на аэродром.
Указом Президиума Верховного Совета СССР от 27 июня 1945 года за «мужество и героизм, проявленные при нанесении бомбовых ударов по врагу» майор Фёдор Литвинов был удостоен высокого звания Героя Советского Союза с вручением ордена Ленина и медали «Золотая Звезда».
После окончания войны Литвинов продолжил службу в Советской Армии. Окончил курсы усовершенствования офицерского состава. В 1961 году в звании гвардии полковника Литвинов был уволен в запас. Проживал в Одессе, работал начальником отдела кадров на заводе. Активно занимался общественной деятельностью. Написал 6 книг воспоминаний под общим названием "Герои и подвиги".
Умер в 2007 году, похоронен на 2-м Христианском кладбище Одессы.
Был также награждён двумя орденами Красного Знамени, орденом Александра Невского, двумя орденами Отечественной войны 1-й степени, орденом Красной Звезды, украинским орденом Богдана Хмельницкого 2-й степени и рядом медалей.